# Haagenti
Haagenti, u demonologiji, četrdeset i osmi duh Goecije koji zapovijeda nad trideset i tri legije. Ima titulu velikog predsjednika u paklu. Ima lik bika s grifonovim krilima, ali može uzeti i ljudski oblik.
Ljudima daje mudrost. Posjeduje sposobnost pretvaranja bilo koje vrste metala u zlato i pretvaranja vode u vino ili obrnuto.